# Canton de Belfort-2
Le canton de Belfort-2 est une circonscription électorale française située dans le département du Territoire de Belfort et la région Bourgogne-Franche-Comté.

## Histoire
Un nouveau découpage territorial du Territoire de Belfort entre en vigueur à l'occasion des premières élections départementales suivant le décret du 13 février 2014. Les conseillers départementaux sont, à compter de ces élections, élus au scrutin majoritaire binominal mixte. Les électeurs de chaque canton élisent au Conseil départemental, nouvelle appellation du Conseil général, deux membres de sexe différent, qui se présentent en binôme de candidats. Les conseillers départementaux sont élus pour 6 ans au scrutin binominal majoritaire à deux tours, l'accès au second tour nécessitant 12,5 % des inscrits au 1er tour. En outre la totalité des conseillers départementaux est renouvelée. Ce nouveau mode de scrutin nécessite un redécoupage des cantons dont le nombre est divisé par deux avec arrondi à l'unité impaire supérieure si ce nombre n'est pas entier impair, assorti de conditions de seuils minimaux. Dans le Territoire de Belfort, le nombre de cantons passe ainsi de 15 à 9.
Le canton de Belfort-2 est créé par ce décret. Il est formé d'une fraction de la commune de Belfort. Le bureau centralisateur est situé à Belfort.

## Représentation
| Période élective | Période élective | Mandat | Mandat   | Identité          | Nuance | Nuance | Qualité                                                                |
| ---------------- | ---------------- | ------ | -------- | ----------------- | ------ | ------ | ---------------------------------------------------------------------- |
| 2015             | 2021             | 2015   | 2021     | Marie-Hélène Ivol |        | LR     | Maire-adjointe de Belfort 1re Vice-Présidente du Conseil départemental |
| 2015             | 2021             | 2015   | 2021     | Sébastien Vivot   |        | LR     | Ingénieur de développement 1er Maire-adjoint de Belfort                |
| 2021             | 2028             | 2021   | en cours | Marie-Hélène Ivol |        | LR     | Conseillère sortante                                                   |
| 2021             | 2028             | 2021   | en cours | Sébastien Vivot   |        | LR     | Conseiller sortant                                                     |

### Résultats détaillés

#### Élections de mars 2015
À l'issue du 1er tour des élections départementales de 2015, deux binômes sont en ballottage : Marie-Helene Ivol et Sébastien Vivot (UMP, 37,5 %) et Francine Gallien et Sélim Guemazi (PS, 22,68 %). Le taux de participation est de 50,06 % (5 055 votants sur 10 098 inscrits) contre 54,32 % au niveau départemental et 50,17 % au niveau national.
Au second tour, Marie-Helene Ivol et Sébastien Vivot (UMP) sont élus avec 61,5 % des suffrages exprimés et un taux de participation de 47,59 % (2 649 voix pour 4 805 votants et 10 097 inscrits).

#### Élections de juin 2021
Le premier tour des élections départementales de 2021 est marqué par un très faible taux de participation (33,26 % au niveau national). Dans le canton de Belfort-2, ce taux de participation est de 32,03 % (2 958 votants sur 9 235 inscrits) contre 33,32 % au niveau départemental. À l'issue de ce premier tour, deux binômes sont en ballottage : Marie-Hélène Ivol et Sébastien Vivot (LR, 49,74 %) et Sylvain Gigante et Nathalie Grevillot (DVG, 29,64 %).
Le second tour des élections est marqué une nouvelle fois par une abstention massive équivalente au premier tour. Les taux de participation sont de 34,36 % au niveau national, 35,84 % dans le département et 35,13 % dans le canton de Belfort-2. Marie-Hélène Ivol et Sébastien Vivot (LR) sont élus avec 60,2 % des suffrages exprimés (1 797 voix pour 3 244 votants et 9 234 inscrits),,.

## Composition
| Nom                             | Code Insee | Intercommunalité | Superficie (km2) | Population (dernière pop. légale)                | Densité (hab./km2) | Modifier                                    |
| ------------------------------- | ---------- | ---------------- | ---------------- | ------------------------------------------------ | ------------------ | ------------------------------------------- |
| Belfort (bureau centralisateur) | 90010      | CA Grand Belfort | 17,10            | Fraction : 15 819 (2022) Commune : 45 646 (2022) | 2 669              | modifier les données · modifier les données |
| Canton de Belfort-2             | 9003       |                  |                  | 15 819 (2022)                                    |                    | modifier les données                        |

Le canton de Belfort-2 comprend la partie de la commune de Belfort située à l'intérieur d'un périmètre défini par l'axe des voies et limites suivantes : depuis la limite territoriale de la commune de Danjoutin, ligne de chemin de fer de Dole à Belfort, ligne de chemin de fer de Paris à Mulhouse, avenue André-Koechlin, avenue Charles-Bohn, avenue d'Alsace, rue des Lavandières, rue de la Croix-du-Tilleul, rue Charles-Gounod, cours de la Savoureuse, quai Vauban, avenue du Capitaine-de-la-Laurencie, rue Xavier-Bauer, rue Louis-Aragon, rue du Général-François-Benoît-Haxo, rue de la Paix, avenue d'Altkirch, rue de Danjoutin, jusqu'à la limite territoriale de la commune de Danjoutin.

## Démographie
En 2022, le canton comptait 15 819 habitants, en évolution de −10,72 % par rapport à 2016 (Territoire de Belfort : −2,78 %, France hors Mayotte : +2,11 %).
| 2013   | 2018   | 2022   |
| ------ | ------ | ------ |
| 17 651 | 16 939 | 15 819 |